# Torsten Schweiger

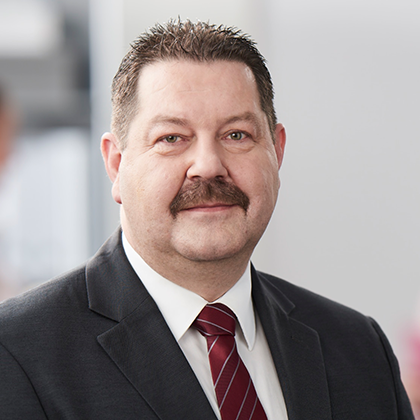
Torsten Schweiger, 2017

Torsten Schweiger (* 29. Februar 1968 in Gräfenhainichen) ist ein deutscher Politiker der Christlich Demokratischen Union Deutschlands (CDU) und Diplom-Ingenieur. Er war von 2017 bis 2021 Mitglied des Deutschen Bundestages. Seit dem 1. August 2024 ist er Oberbürgermeister von Sangerhausen.

## Leben
Schweiger studierte an der Technischen Universität Magdeburg Ingenieurswesen. Schweiger war als Niederlassungsleiter eines Ingenieurbüros in Nürnberg und danach im Staatshochbauamt in Merseburg tätig. Seit 1997 ist er als Fachbereichsleiter Stadtentwicklung und Bauen der Stadt Sangerhausen tätig. Am 24. September 2017 gelang Schweiger der Direkt-Einzug als Abgeordneter im Bundestagswahlkreis Mansfeld in den Bundestag für die CDU. Bei der Bundestagswahl 2021 verlor er das Direktmandat an den AfD-Politiker Robert Farle.
Im 19. Deutschen Bundestag war Schweiger ordentliches Mitglied im Ausschuss für Umwelt, Naturschutz und nukleare Sicherheit, sowie im Ausschuss für Bau, Wohnen, Stadtentwicklung und Kommunen. Er gehörte zudem als stellvertretendes Mitglied dem Ausschuss für Wirtschaft und Energie, als auch dem Ausschuss für Verkehr und digitale Infrastruktur an.
Am 1. August 2024 wurde Schweiger als Nachfolger von Sven Strauß, der nicht wieder antrat, Bürgermeister von Sangerhausen.

## Privates
Schweiger ist verheiratet und hat ein Kind.